# خالد الیشرطی
خالد الیشرطی زاده ۱۹۳۷ در عکا، مرگ در ۱۹۷۰ در بیروت، یک فعال سیاسی فلسطینی و از رهبران سازمان آزادیبخش فلسطین بود.

## جناح راست فتح
در ورای حزب بعث و مرتبط به جبهه آزادی عرب، تعدادی از سران بالای فتح از جمله دو نفر شدیداً تحت تأثیر اصول پان عربیسم غیر مارکسیست بعث قرار داشنند. این افراد شوروی و کشورهای طرفدار آن را (بعث سوریه، الجزایر، لیبی و یمن جنوبی) را رد می‌کردند. آنها نزدیکی یاسر عرفات به مسکو و تمایلات مترقیانه بسوی تئوری چپ جهان سوم سازمان آزادیبخش فلسطین را رد می‌کردند. آنها در جناح راست محافظه کار فتح قرار داشتند. تعدادی از آنها اعضای آریستوکراسی گالیله شمالی بودند (نظیر پدر خالد یشرطی، که وارث برادر واری شیخ صوفی شادیلیا در سالهای قبل از ۱۹۴۷ فلسطین). اکثر این افراد در دهه ۱۹۵۰ در آمریکا یا دانشگاه آمریکایی بیروت تحصیل کرده بودند.

## عضویت در سازمان آزادیبخش فلسطین
خالد الیشرطی بتدریج رهبری افراد این جناح را در اواسط ۱۹۶۰ عهده‌دار شد و در سال ۱۹۶۸ دو سال قبل از اینکه رهبری سازمان از اردن به بیروت رانده شود یکی از اعضای رهبریPLO بود. جناح یاشروتی از پشتیبانی دولت بعثی البکر و صدام حسین در بغداد برخوردار بود که معمولاً تمایل به دخالت ایالات متحده در خاورمیانه را داشتند تا به‌عنوان وزنه تعادل در مقابل رشد نفوذ شوروی و اسرائیل عمل کند. به موازات فعالیتهای سیاسی، خالد به‌عنوان مهندس ساختمان و مشاور املاک در لبنان کار می‌کرد. در ۱۹۷۰ هنگام کار ساختمانی در بیروت یک جرثقیل بزرگ روی او سقوط کرد و کشته شد. بعضی فلسطینیان و لبنانی‌ها این را نه یک حادثه بلکه یک قتل قلمداد می‌کنند.